# Dock Sud
Dock Sud – miejscowość w Argentynie, w prowincji Buenos Aires w Partido Avellaneda. Jest częścią aglomeracji Wielkiego Buenos Aires. W 2001 r. miasto zamieszkiwało 35,8 tys. mieszkańców. W języku potocznym Dock Sud, często bywa określane jako El Docke.
W Dock Sud swoją siedzibę ma klub piłkarski Club Sportivo Dock Sud. Dorastał tu również znany argentyński piłkarz Javier Zanetti. Ponadto w Dock Sud urodzili się:
- Carlos Squeo - reprezentant kraju w piłce nożnej.
- Natalio Pescia - reprezentant kraju w piłce nożnej, zwycięzca Copa América w latach 1945 (był w kadrze Argentyny ale nie zagrał w żadnym meczu), 1946 i 1947.